# Vorawut Thongnumkaew
Vorawut Thongnumkaew (thailändisch วรวุฒิ ทองน้ำแก้ว, * 10. Mai 1992 in Thung Song), auch als Pai bekannt, ist ein thailändischer Fußballspieler.

## Karriere
Vorawut Thongnumkaew stand bis Ende 2015 beim Drittligisten Nakhon Si Heritage FC in der Provinz Nakhon Si Thammarat unter Vertrag. 2016 wechselte er zum Drittligisten Sinthana Kabinburi FC. Mit dem Verein trat er in der Bangkok/Eastern Region an. Nach einer Saison wechselte er 2017 zum Nakhon Si United FC. Mit dem Verein spielte er in der Lower Region der neugeschaffenen Thai League 3. Von Januar 2020 bis Mai 2020 stand er kurzfristig beim Ligakonkurrenten Krabi FC unter Vertrag. Am Ende der Saison 2021/22 wurde er mit Nakhon Si Vizemeister der Region. In den Relegationsspielen zur zweiten Liga konnte man sich durchsetzen und stieg in die zweite Liga auf. Sein Zweitligadebüt gab Vorawut Thongnumkaew am 17. September 2022 (6. Spieltag) im Heimspiel gegen den Chainat Hornbill FC. Bei dem 2:0-Erfolg wurde er in der 86. Minute für Poomphat Sarapisitphat eingewechselt. Nach insgesamt 26 Ligaspielen wurde sein Vertrag Ende Dezember 2023 nicht verlängert. Im Januar 2024 verpflichtete ihn der Drittligist Wiang Sa Surat Thani City FC. Mit dem Verein aus Surat Thani spielt er in der Southern Region der Liga.